# Стратбоги, Дэвид де, 8-й граф Атолл
Дэвид I де Стратбоги (англ. David I Strathbogie, Earl of Atholl; умер 6 августа 1270 года) — шотландский аристократ, 8-й граф Атолл из династии Стратбоги (1264—1270).

## Биография
Сын Джона де Стратбоги и Ады, графини Атолла (ок. 1221—1266).
Примерно в 1266 году он женился на английской дворянке Изабель де Довер (? — 1292), дочери Ричарда де Довера, феодального барона Чилхема (графство Кент), и его супруги Мод, графини Ангус. В 1266 году Изабелла стала наследницей своего брата Ричарда де Довера, по которому она унаследовала баронство Чилхем с поместьем графов Чингфорд, Эссекс. В 1270 году они сдали последний в аренду рыцарям-тамплиерам по лицензии короля. Их общим сыном был Джон Стратбоги, 9-й граф Атолл (? — 1306), казненный англичанами во время войны за независимость Шотландии.
Дэвид де Стратбоги участвовал в крестовом походе французского короля Людовика IX Святого в Африку (Восьмой крестовый поход) в 1270 году. Таким образом, он один из немногих шотландских крестоносцев, когда-либо известных по имени. При этом он не присоединился к контингенту английских рыцарей во главе с принцем Эдуардом, который также хотел принять участие в этом крестовом походе, а двинулся прямо во Францию, чтобы присоединиться к армии короля Людовика. Как и многие другие крестоносцы, он умер в полевом лагере Карфагена от охватившей его чумы. Его тело перевезли в Шотландию.
8-му графу Атоллу наследовал их единственный сын Джон де Стратбоги, 9-й граф Атолл (ок. 1266—1306), хранитель и юстициарий Шотландии.